# Straszków (wieś w gminie Kłodawa)
Straszków – wieś w Polsce położona w województwie wielkopolskim, w powiecie kolskim, w gminie Kłodawa.
W latach 1975–1998 miejscowość należała administracyjnie do województwa konińskiego.
We wsi znajduje się siedziba i Stacja Hodowli Roślin Kutnowskiej Hodowli Buraka Cukrowego.